# عصر ماشین‌های معنوی
عصر ماشین‌های معنوی (به انگلیسی: The Age of Spiritual Machines) یک کتاب غیر داستانی در مورد هوش مصنوعی و دوره آینده انسانیت می‌باشد که توسط مخترع و آینده‌پژوه، ری کرزویل نوشته شده‌است. اولین بار توسط انتشارات وایکینگ در ۱ ژانویه ۱۹۹۹ منتشر شد. این کتاب مورد توجه نیویورک تایمز و آتلانتیک قرار گرفت. در این کتاب، کرزویل چشم‌انداز خود را پیرامون چگونگی پیشرفت فناوری در طول قرن بیست و یکم توضیح داده.
کرزویل باور دارد فرگشت گواهی بر این است که انسان‌ها روزی دستگاهی خواهند ساخت که از خودشان هوشمندتر خواهد بود. کرزویل توضیح می‌دهد که چرا توانایی محاسباتی رایانه‌ها به‌طور نمایی رشد می‌کند. کرزویل می‌نویسد که این افزایش یکی عناصر دخیل در آفرینش هوش مصنوعی است؛ دیگر دلایل، کسب دانش خودکار و الگوریتم‌های مانند بازگشتی (به انگلیسی: Recursion)، شبکه‌های عصبی، الگوریتم‌های ژنتیک و غیره می‌باشد.
کرزویل پیش‌بینی می‌کند ماشین‌های با هوش سطح-انسانی به‌طور مقرون به صرفه در چند دهه آینده در دسترس خواهند بود و بیشتر جنبه‌های زندگی را دچار تغیرات انقلابی می‌کنند. او می‌گوید نانوتکنولوژی بدنمان را تقویت و سرطان را درمان می‌کند و حتی انسان‌ها از طریق رابط‌های عصبی مستقیم به رایانه متصل می‌شوند یا تمام وقت در واقعیت مجازی زندگی می‌کنند. او پیش‌بینی می‌کند که ماشین‌ها ظاهر خواهند شد تا اختیار خودشان و حتی «تجربات معنوی» داشته باشند. او می‌گوید انسان می‌تواند تا انتهای بشریت زندگی کنند و تفاوتی بین ماشین‌ها و انسانیت وجود نداشته باشد. او پیش‌بینی می‌کند که هوشمندی به بیرون از زمین گسترش خواهد یافت تا زمانی که آنقدر قوی شود تا بر سرنوشت دنیا تأثیر بگذارد.
منتقدین، از پیشبینی‌های کرزویل و توانایی او در برون‌یابی روندهای فناوری و توضیحات روشنش قدردانی کردند. اما در مورد اینکه رایانه‌ها روزی به آگاهی دست یایبند، عدم توافق وجود دارد. فلاسفه جان سرل و کالین مکگین اصرار دارند که رایانش احتمالاً به تنهایی نمی‌تواند یک ماشین آگاهانه ایجاد کند.

## پیشینه

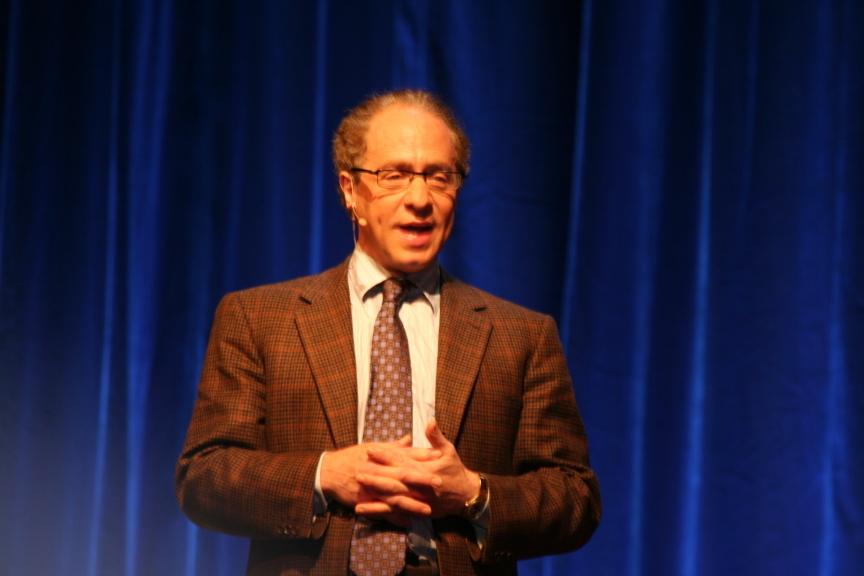
ری کرزویل در سال ۲۰۰۶

ری کرزویل که یک مخترع و کارآفرین سریالی است. در سال 2006 زمانی که این کتاب منتشر شد او مالکیت چهار شرکت را در اختیار داشت: یک شرکت که تکنولوژی نویسه‌خوان نوری و اسکنر تصاویر می‌ساخت تا به نابینایان کمک کند، همچنین شرکتی که سینث‌سایزر با تقلید کیفیت بالا از آلات واقعی توسعه می‌داده است، یکی دیگر فناوری بازشانسی گفتار ارائه می‌کرده و آخرین که فناوری‌های متن به گفتار می‌ساخته.

## بازخوردها

### تحلیل‌ها

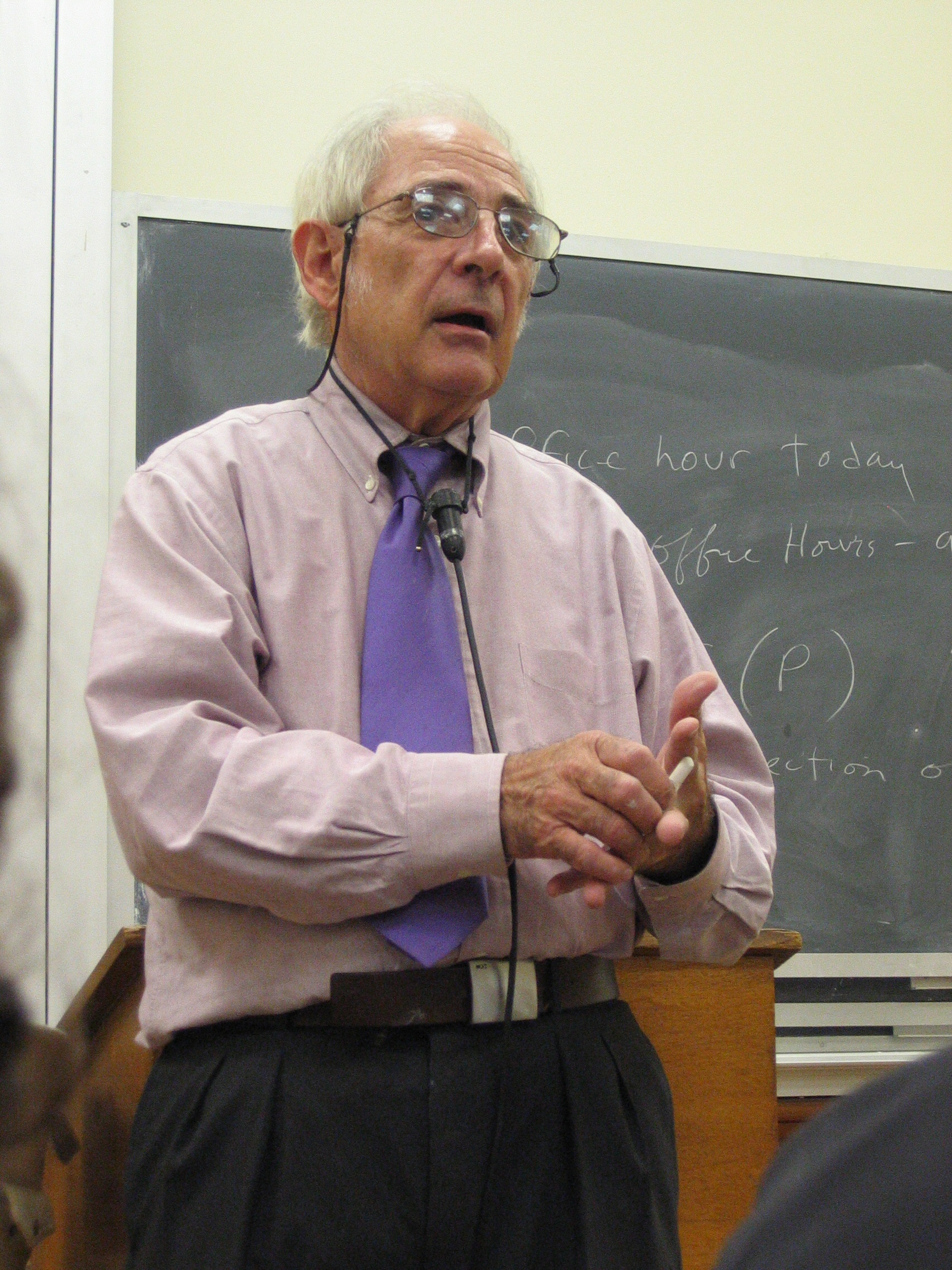
جان سرل معتقد است که رایانه‌ها نمی‌توانند آگاه باشند؛ او می‌گوید که آن‌ها می‌توانند فقط علائم بی‌معنی را دستکاری کنند.

کرزویل از دیپ بلو (رایانهٔ آی‌بی‌ام که توانست برندهٔ رقابت‌های شطرنج 1997 شود) به عنوان یک مثال از هوش ماشینی نوپای مصنوعی استفاده می‌کند. جان سرل، نویسنده و استاد فلسفه در دانشگاه کالیفرنیا، برکلی، بررسی‌کننده عصر ماشینهای معنوی در نیویورک ریویو آو بوکس، با تفسیر کورزویل مخالف است.

### نقد وبررسی‌ها
مکگین می‌گوید عصر ماشین‌های معنوی «با جزئیات است و همچنین واضح و جذاب» به مانند «یک بحث جذاب از آینده رابطه جنسی مجازی» نوشته شده و کتابیست «برای هر کسی که مشتاق است بداند که فناوری انسان‌ها به کجا می‌رود». اما دایان پراودفوت، استاد فلسفه دانشگاه کانتربوری در ساینس نوشت که جزئیات تاریخی کرزویل و همچنین درک فلسفی او نادرست است.

## سایر رسانه‌ها
گروه راک کانادایی آور لیدی پیس در سال ۲۰۰۰، آلبوم مفهومی‌شان به نام ماشین‌های معنوی را بر اساس کتاب عصر ماشین‌های معنوی ساختند. آنهای از کرزویل خواستند تا بعضی از قسمت‌های کتاب را برای بعضی قطعات آلبوم بخواند.